# مسابقة القرآن الكريم الدولية للجمهورية الإسلامية الإيرانية
مسابقة القرآن الكريم الدولية للجمهورية الإسلامية الإيرانية هي الحدث الإسلامي الدولي لقراءة القرآن الكريم والذي يقام سنويًا منذ عام 1982 في إيران.

## التاريخ
بدأ البرنامج في الجمعة 11 ربيع الآخر 1402 هـ (الموافق 5 شباط 1982 م) وشاركت في المنافسة 12 دولة مثل ماليزيا وبنغلاديش والهند والعراق وسوريا وغينيا والجزائر وليبيا. أُقيمَت في مركز إرشاد [الإنجليزية] بطهران. ثم بعد هذا العالم أصبحَت المسابقة تُقام كل عام في شهر رجب القمري، وترعاها هيئة الأوقاف والشؤون الخيرية في البلاد، وتُعد من أقدم مسابقات القرآن الكريم الدولية.
أُقيمت هذه المسابقة في مركز إرشاد [الإنجليزية] لسنوات عديدة. وأُقيمت المسابقة الثانية في الفترة من 1 إلى 6 نيسان 1983 وشاركت النساء لأول مرة في المسابقة.
ويشارك في هذا الحدث القرآني الدولي الذي يستمر لمدة أسبوع قراء وحفظة القرآن الكريم من مختلف البلدان الإسلامية والمسلمين من البلدان غير الإسلامية.

## المواضيع
في الأصل كانت المسابقة تتكون من مادتين: حفظ القرآن الكريم كاملاً، وتحقيق القرآن الكريم. وهي الآن تتكون من ثلاثة مواضيع متغيرة.